# SN 2008hm
SN 2008hm – supernowa typu Ia odkryta 25 listopada 2008 roku w galaktyce IRAS03236+4646. W momencie odkrycia miała maksymalną jasność 17,50m.